# Lycée Français International Marcel Pagnol
Lycée Français International Marcel Pagnol  (en español: Liceo Francés Internacional Marcel Pagnol: Liceo Francés Internacional Marcel Pagnol) es un tradicional colegio francés en Asunción, Paraguay. La escuela sirve niveles de maternelle hasta lycée (nivel medio).